# Kerti laboda
A kerti laboda (Atriplex hortensis) a disznóparéjfélék (Amaranthaceae) családján belül a libatopformák (Chenopodioideae) alcsaládjába tartozó növényfaj, mely korábban kedvelt tápláléknövény volt. Egy korábbi elképzelés a fényes labodából (Atriplex sagittata) nemesített kultúrnövénynek tartotta, de manapság önálló fajnak tekintik. Nagyra nőtt példányait a kertészek spenótfa névvel is illetik.

## Elterjedése
Közép-Ázsiából származik, korábbi széles körű termesztése folytán Európa mérsékelt övi részén sokfelé elterjedt.

## Jellemzői
Felálló, többnyire elágazó szárú, 40–50 cm széles, 30–150 cm magas egyéves növény, de nem ritkán 2–2,5 m magasra is megnő; megjelenése erőteljes. A váltakozó állású, dúsan növő, 10–15 cm hosszúságot is elérő, zöld vagy vörösesbarna, néha lilás színű, fénytelen levelei nyelesek, válluk hegyes, lekerekített vagy dárdás. Az alsó levelek szív vagy dárdás-háromszög alakúak, szélük finoman fűrészes, sűrűn fogas vagy ép, a középsők alakja hosszúkás, a felsőké hosszúkás vagy hosszúkás-lándzsás. A fiatal levelek szürkészöld színűek, apró pikkelyektől „lisztesek”, később lekopaszodnak.
A hajtásvégi fürt, illetve buga virágzatban álló virágai nyáron (júniustól szeptemberig) nyílnak, színük pirosas zöld, nem feltűnő. A virágok redukáltak, hiányzik a párta. A termős virágoknak két, a kocsányra is ránövő előlevele van, melyek 5–15 mm hosszúak, kerekded vagy szíves-tojásdad alakúak, szélük ép, csúcsuk tompa vagy hegyes.
Termései felállók vagy oldalt állók, lapítottak, barna színűek, bennük a fekete mag vízszintesen is, függőlegesen is elhelyezkedhet.

## Előfordulása, élőhelye
Magyarországon kertekben már ritkán fordul elő, gyakoribb, hogy kertekből kivadulva ruderális – azaz elhanyagolt, nem művelt – területeken, utak mentén, szőlősökben találunk rá. A teljesen napsütötte helyeket kedveli, s magjai télen a -23 °C-os, hosszan tartó hideget is kibírják.

## Felhasználása

### Tápláléknövény
Korábban elterjedt saláta- és főzeléknövény volt Európában. Az ókorban már termesztették, s a középkorban Közép-Európában is rendszeresen fogyasztották. Mára sok helyen a spenót lett a népszerűbb, de Franciaországban a leveleiből még mindig gyakran készül főzelék – emiatt nevezik franciaspenótnak is. A spenóthoz hasonló az elkészítési módja és az íze is, hasonló mennyiségben tartalmaz C-vitamint, fehérje- és ásványianyag-tartalma azonban nagyobb.

### Dísznövény
Kerti dísznövény, több színváltozata is ismert, melyeket változatoknak vagy fajtáknak tekintenek:
- Atriplex hortensis var. rubra (Atriplex hortensis cv. Rubra) – vörös laboda vagy vörösparéj;[4] lilás levelű változat.
- Atriplex hortensis 'Cuptorosea' – nemcsak levelei, hanem a szára is piros, rézfényű.
- Atriplex hortensis 'Rosea' – halványabb színű leveleiben a levélerek, továbbá az előforduló leplek sötétpirosak.

### Festőnövény
Régebben a kékfestők használták indigó helyett.

### Gyógynövény
Termésének vizelet- és hashajtó hatását alkalmazták korábban.